# Jeroni Araolla
Jeroni Araolla (en sard, Hieronimu; en italià, Gerolamo) fou un poeta, polític i eclesiàstic sard, nascut a Sàsser entre 1500 i 1520 en una família noble i benestant, i mort entre 1595 i 1615. Va començar els seus estudis a Sàsser, on va ser alumne del metge i filòleg Gavino Sambigucci, estudià filosofia i lletres i es va graduar en dret a la Universitat de Bolonya. Del 1543 al 1544, del 1548 als 1549 i del 1554 al 1555 va ser primer conseller de la ciutat de Sàsser. Va ser canonge al capítol de Bosa.
Va abraçar la carrera eclesiàstica va dedicar-se a la literatura. Escriví en sard, italià i castellà, i va editar i corregir el famós poema d'Antoni Canu. Va ser conseller del Sant Ofici i en aquesta funció va haver d'anar a Roma on probablement ha mort, car no se sap gairebé res dels últims anys de la seva vida.
Va fer part d'un moviment de joves escriptors de la meitat del segle xv que s'oposava a l'ocupant aragonès en afirmar la seva identitat per l'ús de la llengua sarda. Va ser un dels únics d'aquest grup del qual la fama va sobreviure al segle. La seva poesia no era gaire original, però sincera, d'un home cordial i bo. Després d'ell, l'hostilitat per la influència aragonesa sobre la llengua va desaparèixer, i al segle xvi va surgir un moviment contrari.

## Obres
- Discurso de sa miseria humana (1582)
- Sa vida, su Martiriu, et morte dessos gloriosos Martires Gavinu, Protho, et Gianuari (1582)[4]
- Rimas diversas Spirituales de su Dottore Hieronimu Araolla Sardu Sassaresu (1597) El 1914 la Societat de Literatura Romana de Dresde va reeditar aquest recull, a base de l'única còpia conservada a la biblioteca universitària de Càller.[5]
- Su velu de Calpurnia